# Phalanger matabiru
Кускус блакитноокий (Phalanger matabiru) — вид ссавців родини кускусових з когорти сумчасті (Marsupialia), ендемік островів Тернате і Тідоре, на захід від острова Хальмагера, Індонезія. Проживає у вологих тропічних лісах, порушених лісах і на плантаціях. Це досить адаптований вид, якого також можна знайти у садах.

## Загрози та збереження
Знаходиться під деяким тиском полювання задля їжі. Не знайдений у природоохоронних зонах.